# Афанасово (Шекснинский район)
Афанасово — деревня в Шекснинском районе Вологодской области.
Входит в состав сельского поселения Ершовского, с точки зрения административно-территориального деления — в Ершовский сельсовет.
Расстояние по автодороге до районного центра Шексны — 24 км, до центра муниципального образования Ершово — 3 км. Ближайшие населённые пункты — Логиново, Льгово, Ершово.
По переписи 2002 года население — 2 человека.